# Ayudas de Estado en la Unión Europea
En la Unión Europea, las ayudas y subvenciones a las empresas constituyen instrumentos de intervención de los poderes públicos en el marco de su política económica. Cuando estas ayudas públicas van dirigidas a favorecer a ciertas empresas o producciones, pueden tener por resultado el falsear, o amenazar con falsear la competencia y afectar a los intercambios, perturbando el buen funcionamiento del Mercado Único Europeo, generando ventajas competitivas ilegítimas e incompatibles si no respeta el régimen de ayudas de Estado establecido por la Comisión Europea. 
Para vigilar que las subvenciones y ayudas públicas que otorgan los Estados miembros (en cualquier nivel de gobierno, nacional, regional, local u otros) a los operadores económicos no alteran ni interfieren en la competencia entre empresas, las autoridades comunitarias supervisan con rigor tales intervenciones, denominándolas ayudas de Estado (State Aid).
El nombre que se le ha dado en español, ayudas de Estado, es una traducción literal no excesivamente elegante, que da lugar a errores interpretativos, al haberse degradado el contenido semántico del término "Estado" en español en las últimas décadas. Parece sin duda más acertado hablar de "ayudas públicas". 

## Regulación
El punto de partida del régimen legal actual de las ayudas de Estado lo constituye el Tratado de Funcionamiento de la Unión Europea (TFUE) que prohíbe, con carácter general, a los Estados miembros conceder ayudas a empresas.
Dentro del concepto de empresas se encuentran todos los operadores económicos, con independencia de su naturaleza jurídica. Es decir, se considera empresa, con independencia de su naturaleza jurídica, a cualquier operador receptor de ayudas que alteren, o sean susceptible de alterar, la libre competencia Una vez más, la doctrina europea se fija en los efectos, no en los propósitos.  Se incluye entonces en el concepto de empresa a trabajadores autónomos, organismos públicos de cualquier naturaleza, presuntas ONG o instituciones sin fines de lucro, etc., con independencia de su estatuto jurídico y de su modo de financiación.
Así, el artículo 107.1 del TFUE establece que son incompatibles con el mercado interior —y por lo tanto, en principio están prohibidas— las ayudas otorgadas por los Estados miembros o financiadas con fondos estatales (i.e., no las ayudas concedidas por la Comisión Europea o con fondos europeos, que en este caso gozan de la presunción de no afectar negativamente a la competencia - curiosa discriminación), bajo cualquier forma, en las que concurran los siguientes requisitos:
- Que puedan afectar a los intercambios comerciales entre Estados miembros.
- Que falseen o amenacen con falsear la competencia.
- Que favorezcan a determinadas empresas o producciones.

Como excepción a este principio general, el artículo 107 TFUE (art. 107.2) declaran compatibles o susceptibles de ser declaradas compatibles (art. 107.3) con el mercado interior determinadas ayudas y categorías de ayudas públicas que se destinan a facilitar el desarrollo de determinadas actividades o regiones económicas pero que no alteran las condiciones de los intercambios de forma contraria al interés común.

## Concepto de ayuda de Estado
El concepto de Ayuda de Estado es vaporoso. La falta de definición clara y precisa del concepto de ayuda de Estado conforme a lo dispuesto en el art. 107.1 TFUE, exige acudir a la jurisprudencia del Tribunal de Justicia de la Unión Europea (TJUE) que matiza y aclara el alcance de las ayudas de Estado.
La Comisión Europea elaboró en 2016 una “Comunicación relativa al concepto de ayuda estatal conforme a lo dispuesto en el artículo 107, apartado 1, del Tratado de Funcionamiento de la Unión Europea”, en la que aclara diversos aspectos del artículo 107.1 TFUE y del concepto de ayuda de Estado, basándose en la interpretación del Tribunal de Justicia y del Tribunal General.
De la jurisprudencia comunitaria puede destacarse la Sentencia del Tribunal de Justicia de 15 de marzo de 1994, en el asunto C‑387/92 Banco Exterior de España, que fue la primera en afirmar que el concepto de ayuda abarca no solo las prestaciones positivas como las subvenciones, sino también las intervenciones que, bajo formas diversas, alivian las cargas que normalmente recaen sobre el presupuesto de una empresa y que, por ello, sin ser subvenciones en el sentido estricto del término, son de la misma naturaleza y tienen efectos idénticos. 
Así, son cuatro las características fundamentales de una ayuda de Estado:

### Transferencia de recursos públicos de un Estado miembro, en su más amplio sentido
- La ayuda debe ser concedida por el Estado miembro, entendiendo este en un sentido amplio: administraciones nacionales (Administración General del Estado en España), las administraciones de las regiones y comunidades autónomas (en España), las entidades que integran la administración local, cualesquiera organismos públicos y entidades de derecho público vinculados o dependientes de las administraciones públicas, así como las entidades de derecho privado vinculadas o dependientes de las administraciones públicas.
- Las ayudas pueden ser concedidas directamente por el organismo público, o a través de un intermediario de carácter público o privado. En este sentido el TJUE se pronuncia manteniendo que “solo las ventajas concedidas directa o indirectamente a través de fondos estatales se consideran ayudas a los efectos del artículo 92, apartado 1 (actual artículo 107), del Tratado”.[5]
- La ayuda puede revestir gran variedad de formas jurídicas y materializarse s través de distintos instrumentos de ayuda: subvenciones, ventajas fiscales, préstamos blandos, garantías y avales, participaciones de financiación riesgo en sociedades, entrega directa de bienes y servicios, etc.

De esta manera una norma tributaria que tenga como consecuencia una reducción en la carga impositiva de una empresa (beneficio fiscal, deducciones, exenciones o bonificaciones) puede ser considerada como ayuda de Estado y por tanto, sujeta al artículo 107 del TFUE.
En estos términos se ha pronunciado el TJUE al establecer que “una medida mediante la cual las autoridades públicas conceden a determinadas empresas una exención tributaria que, aunque no implique una transferencia de fondos estatales, coloque a los beneficiarios en una situación financiera más favorable a que a los restantes contribuyentes, constituye ayuda de Estado”.
Algunas medidas fiscales pueden obstaculizar el buen funcionamiento del mercado interior. Para tales medidas el Tratado de Funcionamiento de la Unión Europea ha previsto la posibilidad de armonizar las disposiciones fiscales de los Estados miembros para minimizar la competencia fiscal. Así, ante la necesidad de actuar de forma coordinada a nivel comunitario para hacer frente a la competencia fiscal perniciosa, el Consejo de Ministros de Economía y Finanzas de 1 de diciembre de 1997 aprobó una serie de conclusiones y dio su conformidad a una resolución relativa a un Código de Conducta sobre la fiscalidad de las empresas, adoptado en forma de resolución del Consejo en 1998
La Comisión se comprometió a elaborar unas directrices relativas a la aplicación de los artículos 107 y 108 del TFUE a las medidas relacionadas con la fiscalidad directa de las empresas y “a velar escrupulosamente por que se apliquen con todo rigor las normas relativas a las citadas ayudas”.
Así, se aprobó la Comunicación de la Comisión relativa a la aplicación de las normas sobre ayudas estatales a las medidas relacionadas con la fiscalidad directa de las empresas (98/C 384/03)

### Ventaja económica
Para que la ayuda otorgada por un Estado miembro a una empresa sea calificada como una ayuda de Estado, es preciso que la empresa obtenga de esa ayuda una ventaja económica especial que no habría obtenido en el desarrollo normal de su actividad, en condiciones normales de mercado, es decir, sin la intervención pública (Sentencia del Tribunal de Justicia de 11 de julio de 1996, SFEI y otros, en el asunto C-39/94).

### Carácter selectivo
La “selectividad” puede definirse como un resultado, directo o indirecto, de la discriminación positiva o trato diferenciado positivo de una empresa, un grupo o categoría de empresas o, incluso, de un sector económico con respecto a los que se encuentran en la situación jurídico-económica comparable. Esta nota característica es fundamental para diferenciar a las ayuda de Estado de las denominadas “medidas generales” que de forma real y efectiva son accesibles a todos los agentes económicos. Las ayudas de Estado no se aplican a la generalidad de las empresas, sino a un territorio o empresa, grupo de empresas o sector empresarial concreto.
Pero además, para que una medida fiscal sea considerada como Ayuda de Estado es necesario que la excepción del sistema fiscal general aplicable no encuentre justificación en la naturaleza o economía del sistema tributario. Así se ha pronunciado el Tribunal Superior de Justicia de la Unión Europea, al indicar “aun siendo objetivo, el criterio de distinción utilizado por la legislación nacional controvertida en los procedimientos principales no encuentra justificación ni en la naturaleza ni en la economía general de aquélla, de manera que no puede privar del carácter de ayuda de Estado a la medida controvertida.” 

### Afectar negativamente a la competencia y los intercambios comerciales
Se entiende que una ayuda tiene o puede tener incidencia en la competencia y en los intercambios comerciales entre los Estados miembros si el beneficiario de la misma desarrolla cualquier tipo de actividad económica y opera en un mercado en el que existen intercambios comerciales entre los Estados miembros, con independencia de la naturaleza jurídica de dicho beneficiario.
En este sentido indicar que tanto la Comisión Europea como el TJUE se han pronunciado en numerosas ocasiones, manteniendo que el tamaño de la empresa beneficiaria o la cuantía de la ayuda recibida son aspectos irrelevantes para determinar si la ayuda tiene efectos perniciosos en la competencia o en los intercambios comerciales. Asimismo, tampoco es determinante el hecho de que la empresa participe en la actualidad o en un futuro en intercambios comerciales en otros mercados europeos o que el beneficiario no tenga actividad comercial fuera del mercado interno de su Estado miembro.

## Ayudas compatibles con el mercado interior
El apartado segundo del artículo 107 del TFUE señala que son compatibles con el mercado interior las siguientes ayudas:
- Las ayudas de carácter social concedidas a los consumidores individuales, siempre que se otorguen sin discriminaciones basadas en el origen de los productos.
- Las ayudas destinadas a reparar los perjuicios causados por desastres naturales o por otros acontecimientos de carácter excepcional;
- Las ayudas concedidas con objeto de favorecer la economía de determinadas regiones de la República Federal de Alemania, afectadas por la división de Alemania, en la medida en que sean necesarias para compensar las desventajas económicas que resultan de tal división. Cinco años después de la entrada en vigor del Tratado de Lisboa, el Consejo podrá adoptar, a propuesta de la Comisión, una decisión por la que se derogue la presente letra.

En el apartado tercero del citado artículo relaciona una serie de ayudas que pueden ser compatibles con el mercado interior:
- Las ayudas destinadas a favorecer el desarrollo económico de regiones en las que el nivel de vida sea anormalmente bajo o en las que exista una grave situación de subempleo, así como el de las regiones contempladas en el artículo 349,[9] habida cuenta de su situación estructural, económica y social.
- Las ayudas para fomentar la realización de un proyecto importante de interés común europeo o destinadas a poner remedio a una grave perturbación en la economía de un Estado miembro.
- Las ayudas destinadas a facilitar el desarrollo de determinadas actividades o de determinadas regiones económicas, siempre que no alteren las condiciones de los intercambios en forma contraria al interés común.
- Las ayudas destinadas a promover la cultura y la conservación del patrimonio, cuando no alteren las condiciones de los intercambios y de la competencia en la Unión en contra del interés común.
- Las demás categorías de ayudas que determine el Consejo por decisión, tomada a propuesta de la Comisión.

El artículo 109 del TFUE establece “el Consejo, a propuesta de la Comisión y previa consulta al Parlamento Europeo, podrá adoptar los reglamentos apropiados para la aplicación de los artículos 107 y 108 y determinar, en particular, las condiciones para la aplicación del apartado 3 del artículo 108 y las categorías de ayudas que quedan excluidas de tal procedimiento”.
Hay que tener en cuenta que la Comisión Europea cuenta con competencias exclusivas en la materia y que estas excepciones no se pueden aplicar directamente.

## Reglamentos de la Comisión Europea relativos a la aplicación de los artículos 107 y 108 del TFUE a las ayudasde minimis
Las ayudas que cumplen los criterios del artículo 107, apartado 1, del Tratado constituyen ayudas de Estado y deben notificarse a la Comisión en virtud del artículo 108, apartado 3, del Tratado. No obstante, de conformidad con el artículo 109 del Tratado, el Consejo podrá determinar las categorías de ayudas que quedan exentas de esta obligación de notificación. Aquí el término "notificarse" no debe entenderse literalmente, ya que tal procedimiento es un verdadero procedimiento de autorización al Estado miembro. Se forma un expediente, que la DGCOMP estudia, y resuelve, autorizando, o no, la medida. 
De conformidad con el artículo 108, apartado 4, del Tratado, la Comisión ha adoptado reglamentos relativos a dichas categorías. En virtud del Reglamento (UE) 2015/1588, el Consejo decidió, de conformidad con el artículo 109 del Tratado, que las ayudas de minimis, además de otras categorías de ayudas que se especifican en el Reglamento, podían constituir una de dichas categorías. Sobre esa base, se considera que las ayudas de minimis, entendiendo como tales las que se conceden a una única empresa durante un cierto espacio de tiempo y no superan una cantidad fija determinada, no cumplen todos los criterios que establece el artículo 107, apartado 1, del Tratado y, por lo tanto, no están sujetas al procedimiento de notificación. 
Esa cantidad está fijada en 300 000€ en un periodo de tres años, medido de forma continua (on a rolling basis)  para los sectores industriales incluidos en el Reglamento General R EU 2023/2831. Los servicios de interés económico general tienen un límite superior, y los sectores de Pesca y Agricultura tiene sus límites inferiores.
Los Reglamentos de minimis vigentes en la actualidad son: 
- Reglamento (UE) 2023/2831 de la Comisión, de 13 de diciembre de 2023, relativo a la aplicación de los artículos 107 y 108 del Tratado de Funcionamiento de la Unión Europea a las ayudas de minimis.
- Reglamento (UE) 2023/2832 de la Comisión, de 13 de diciembre de 2023, relativo a la aplicación de los artículos 107 y 108 del Tratado de Funcionamiento de la Unión Europea a las ayudas de minimis concedidas a empresas que prestan servicios de interés económico general.
- Reglamento (UE) 1408/2013, de la Comisión, de 18 de diciembre de 2013, relativo a la aplicación de los artículos 107 y 108 del Tratado de Funcionamiento de la Unión Europea a las ayudas de minimis en el sector agrario. este Reglamento ha sido muy enmendado a lo largo de su vida, y la última enmienda, de muy importantes consecuencias, ha sido efectuada por el Reglamento (UE) 2024/3118 de la Comisión, de 10 de diciembre de 2024, por el que se modifica el Reglamento (UE) n.o 1408/2013, relativo a la aplicación de los artículos 107 y 108 del Tratado de Funcionamiento de la Unión Europea a las ayudas de minimis en el sector agrícola.
- Reglamento (UE) 717/2014 de la Comisión, de 27 de junio de 2014 relativo a la aplicación de los artículos 107 y 108 del Tratado de Funcionamiento de la Unión Europea a las ayudas de minimis en el sector de la pesca y de la acuicultura.

## Reglamentos de la Comisión Europea que declaran determinadas categorías de ayudas compatibles con el mercado interior
La financiación estatal que cumple los criterios del artículo 107, apartado 1, del Tratado constituye ayuda estatal y debe notificarse a la Comisión en virtud del artículo 108, apartado 3, del Tratado. No obstante, de conformidad con el artículo 109 del Tratado, el Consejo podrá determinar las categorías de ayudas que quedan exentas de esta obligación de notificación. De conformidad con el artículo 108, apartado 4, del Tratado, la Comisión podrá adoptar reglamentos relativos a esas categorías de ayudas estatales. El Reglamento (UE) 2015/1588 del Consejo facultó a la Comisión para adoptar los siguientes Reglamentos:
- Reglamento (UE) 651/2014 de la Comisión de 17 de junio de 2014 por el que se declaran determinadas categorías de ayudas compatibles con el mercado interior en aplicación de los artículos 107 y 108 del Tratado.
- Reglamento (UE) 702/2014 de la Comisión de 25 de junio de 2014 por el que se declaran determinadas categorías de ayuda en los sectores agrícola y forestal y en zonas rurales compatibles con el mercado interior en aplicación de los artículos 107 y 108 del Tratado.
- Reglamento (UE) 1388/2014 de la Comisión de 16 de diciembre de 2014 por el que se declaran determinadas categorías de ayudas a empresas dedicadas a la producción, transformación y comercialización de productos de la pesca y de la acuicultura compatibles con el mercado interior en aplicación de los artículos 107 y 108 del Tratado de Funcionamiento de la Unión Europea.

## Instrumentos de ayuda
Las ayudas de Estado se pueden materializar en distintos instrumentos de ayuda, si bien priman las ayudas directas en forma de subvenciones. 
De los datos publicados en el Sistema Nacional de Publicidad de Subvenciones y Ayudas Públicas por el Estado español, desde el 01/07/2016 hasta el 31/12/2024 las concesiones de ayudas de Estado en España, tanto de medidas sometidas al procedimiento de autorización previa (notified), como exentas por un Reglamento de exención (excluidas pues las ayudas de minimis) se distribuyen de la siguiente manera: un 85.55% son subvenciones, un 10.99% avales, un 3.04% ventajas fiscales, un 0.37% préstamos blandos, y un 0.04% otro tipo de ayudas.
La distribución en el mismo marco temporal de las concesiones de ayudas de minimis es de un 76.69% de subvenciones, un 23.03% de avales, un 0.14%  de préstamos blandos, un 0.13% de otro tipo de ayudas, y un 0% de ventajas fiscales y financiación-riesgo.

## Historia
La ayuda pública se introdujo formalmente en el derecho estatutario de la Unión Europea mediante el Tratado de Roma, que clasificó la ayuda pública como cualquier intervención del sector público que distorsionara la competencia. La definición fue actualizada posteriormente por el Tratado de Funcionamiento de la Unión Europea en 2007. Afirmó que cualquier ayuda otorgada a una empresa por un estado dentro de la UE es incompatible con el Mercado Común de la UE. Dentro de la nueva ley bajo el tratado, el primer capítulo del mismo define lo que no se permite hacer con ayuda estatal y el segundo capítulo define las acciones que se pueden hacer dentro de los límites legales. 1. Salvo disposición en contrario de los Tratados, toda ayuda concedida por un Estado miembro o a través de fondos estatales en cualquier forma que falsee o amenace falsear la competencia favoreciendo a determinadas empresas o a determinadas producciones, en la medida en que afecte al comercio entre Estados miembros, ser incompatible con el mercado interior. 
La intención de esto era que para evitar favorecer a una determinada empresa o grupo comercial, un estado miembro de la UE no debería brindar apoyo mediante ayuda financiera, tasas impositivas más bajas u otras formas a una parte que realiza negocios comerciales normales. Por ejemplo, la UE consideraría ayuda estatal ilegal si un gobierno se hiciera cargo de una empresa no rentable con la única intención de mantenerla funcionando con pérdidas. Sin embargo, la ayuda estatal puede ser aprobada por la Comisión Europea en circunstancias individuales. sino la ayuda reclamada por la UE si incumple el tratado.
Hay exenciones específicas a las disposiciones del tratado con respecto a la ayuda estatal. Las ayudas estatales pueden concederse a entidades benéficas o "para promover la cultura y la conservación del patrimonio". El tratado también establecía que la ayuda otorgada en respuesta a desastres naturales sería legal. Se otorgó una exención para permitir que Alemania proporcionara ayuda siempre que la ayuda se utilizara en relación con la promoción del desarrollo en las antiguas ubicaciones de Alemania Oriental afectadas por la división de Alemania después de la pérdida de Alemania en la Segunda Guerra Mundial .

### Marco temporal durante el brote de COVID-19
Para permitir que los Estados miembros respondiesen rápidamente al brote del virus de Wuhan COVID-19, el 20 de marzo de 2020, la Comisión Europea emitió un marco temporal para las medidas de ayuda estatal que permite a los Estados miembros más flexibilidad para proporcionar ayuda financiera directa y préstamos más allá de lo posibilidades existentes del artículo 107. Originalmente, las medidas expiraban el 31 de diciembre de 2020. Las medidas específicamente permitidas para:
- Subvenciones directas, anticipos o ventajas fiscales con determinados límites máximos
- Garantías sobre préstamos
- Tipos de interés subvencionados
- Canal de garantías y préstamos a través de bancos
- Seguro de crédito a la exportación a corto plazo

El marco se prorrogó por otro año el 28 de enero de 2021 y se amplió para duplicar los límites máximos de ayuda directa, conversión de préstamos en subvenciones y la suspensión de la lista de países con "riesgo negociable" para crédito a la exportación a corto plazo. El 18 de noviembre de 2021, la UE anunció que extendería las medidas por otros seis meses, introduciendo también incentivos a la inversión y medidas de apoyo a la solvencia. En mayo de 2022, la UE anunció que el marco no se renovaría más allá de la fecha de vencimiento del 30 de junio de 2022, aunque permitió la reestructuración de préstamos en subvenciones directas hasta el 30 de junio de 2023. La UE estima que se concedieron un total de 3,2 billones de euros de ayuda estatal a través del marco temporal.

## Control de las Ayudas de Estado
El artículo 108 Tratado de Funcionamiento de la Unión Europea (TFUE) encomienda a la Comisión Europea la facultad exclusiva y excluyente de declarar las ayudas estatales compatibles con el mercado interior.
Al objeto de que la Comisión pueda desarrollar la tarea que tiene encomendada, el artículo 108 TFUE define un régimen de control de ayudas estatales que gira en torno a cuatro principios esenciales:
1. Los Estados miembros deben notificar a la Comisión cualquier proyecto de concesión de una Ayuda de Estado (o proyecto de modificación) antes de proceder a su aplicación. Una vez notificadas por el Estado miembro, la Comisión debe analizar si las medidas en cuestión pueden acogerse a alguna de las excepciones establecidas en el artículo 107 TFUE, apartados segundo y tercero, o por el contrario, deben considerarse incompatibles con el mercado interior. En este último caso, podrá ordenar al Estado miembro que suprima o modifique la medida propuesta.
2. La Comisión está obligada a analizar todas las denuncias e informaciones que reciba sobre la posible concesión de Ayudas de Estado ilegales, con independencia de la fuente de la que proceda la información. Si la Ayuda de Estado investigada ya ha sido ejecutada sin notificación y autorización previa de la Comisión, y la Comisión aprecia que la ayuda es incompatible con el mercado interior, podrá exigir al Estado miembro que ordene su recuperación de las entidades beneficiarias de la medida.
3. La Comisión debe revisar constantemente los regímenes de ayudas vigentes de los Estados miembros y puede proponerles las medidas que considere adecuadas para garantizar su compatibilidad con el mercado interior.
4. Para aligerar la carga de trabajo y promover la seguridad jurídica, la Comisión puede adoptar reglamentos relativos a categorías de ayudas públicas que queden exentos del procedimiento de notificación y autorización previa de la Comisión, siempre que el Consejo de la Unión Europea  previamente haya adoptado un reglamento habilitante que identifique las categorías de ayudas que pueden beneficiarse de este procedimiento de autorización ex ante. Las Ayudas exentas se someten, así, a un procedimiento de comunicación a la Comisión y al control del Estado miembro.

## Ayudas de Estado en la Unión Europea por país

### España

#### Sistema Nacional de Publicidad de Subvenciones y Ayudas Públicas en España
Dado que las ayudas de Estado, a tenor del artículo 107 apartado 1 del Tratado  están, en principio, prohibidas, es importante que para todas las partes sea posible comprobar si una ayuda se concede de conformidad con las normas aplicables. Por consiguiente, la transparencia de las ayudas estatales es esencial para la correcta aplicación de las normas del Tratado, y propicia un mejor cumplimiento, una mejor rendición de cuentas, una revisión inter pares y, en definitiva, un gasto público más eficaz. La transparencia es uno de los principales objetivos del “Plan de modernización de las ayudas estatales en la UE”, de 2012. 
Para garantizar la transparencia, los  Reglamentos (UE) de ayudas de Estado instan a los Estados miembros a crear sitios web exhaustivos sobre ayudas estatales, a nivel regional o nacional, que contengan información resumida relativa a cada medida de ayuda exenta concedida en virtud de esos Reglamentos.
Pero los Reglamentos de minimis exigen que esos sitios web sean nacionales, o bien se use un registro by default provisto por la Comisión Europea.
De la misma manera, la Comunicación de la Comisión (2014/C 198/02) de 27 de junio de 2014, que modifica diferentes Comunicaciones de la Comisión sobre Directrices de la Unión Europea para la aplicación de las normas sobre ayudas estatales en varios sectores (banda ancha, cine, capital-riesgo, ayudas regionales…), también establece la obligación de publicación en los citados sitios web de todas las ayudas notificadas individualmente y las concedidas en el marco de los regímenes notificados y de los regímenes cubiertos por una exención por categorías que sean superiores a 500.000 euros. 
Así, la compatibilidad de la ayuda con el mercado interior queda supeditada al cumplimiento de esa obligación.
Los enlaces a los sitios web de todos los Estados miembros se publican en el sitio web de la Comisión y en el sitio web de la Comisión se publica un resumen de la información relativa a cada medida de ayuda exenta en virtud de los Reglamentos por categoría.
La Base de Datos Nacional de Subvenciones se configura en España como el sitio web exhaustivo sobre Ayudas de Estado a nivel nacional, incluyendo ayudas de minimis, que contiene información resumida relativa a cada medida de ayuda exenta en virtud de esos Reglamentos.
Así, a través del Sistema Nacional de Publicidad de Subvenciones y Ayudas Públicas, España publica:
- El texto completo de cada una de las ayudas sujetas a los reglamentos por categoría, incluidas sus modificaciones, mediante un enlace para acceder al mismo.
- Un enlace a la información resumida de la ayuda facilitada por España a la Comisión mediante la aplicación informática habilitada al efecto por esta Comisión (referencia de la Ayuda, Estado miembro, referencia del Estado miembro, Región NUTS, autoridad concedente, denominación de la medida de ayuda, base jurídica nacional, tipo de medida,…).

- La siguiente información relativa a cada ayuda individual concedida:
  - La referencia del número de identificación de la ayuda SA number.
  - El nombre del beneficiario.
  - El tipo de empresa (PYME o gran empresa) en el momento de concesión de la ayuda.
  - La región en la que esté establecido el beneficiario, a nivel NUTS 2.
  - El sector de actividad a nivel de grupo de la NACE.
  - El elemento de ayuda, expresado en valores enteros en moneda nacional (ayuda equivalente en aquellos instrumentos distintos de subvención).
  - El instrumento de ayuda (subvención/bonificación de intereses, préstamo/anticipos reembolsables/subvención reembolsable, garantía, ventaja fiscal o exención fiscal, financiación de riesgos, y otros.
  - La fecha de concesión de la ayuda.
  - El objetivo de la ayuda.
  - La autoridad que concede la ayuda.

La información se publica, con carácter general, en un plazo de un mes a partir de la fecha de la concesión de la ayuda y, en el caso de las ayudas en forma de ventaja fiscal, en el plazo de un año a partir de la fecha en que se presenta la declaración de impuestos. Esta información estará disponible durante al menos diez años a partir de la fecha de la concesión de la ayuda.

#### Control de las ayudas de minimis
El derecho comunitario, en los Reglamentos relativos a la aplicación de los artículos 107 y 108 del TFUE a las ayudas de minimis, se establece la obligación de los Estados miembros de registrar y compilar la información relativa a la aplicación de dichos reglamentos comunitarios, especialmente en lo referente al cumplimiento del límite del importe total de ayuda «de minimis» recibida por cualquier empresa.
Para el control del límite del importe total de ayuda de minimis, habilita (entre otras posibilidades)  a los Estados miembros a establecer un registro central de las ayudas de minimis que permita suplir determinadas obligaciones exigidas.
La Ley 38/2003 General de Subvenciones, que establece el régimen jurídico de la Base de Datos Nacional de Subvenciones (BDNS) no configura expresamente a la BDNS como registro central de las ayudas de minimis, ni le atribuye las funciones propias de dicho registro. Sin embargo, el Real Decreto 130/2019, de 8 de marzo, por el que se regula la Base de Datos Nacional de Subvenciones y la publicidad de las subvenciones y demás ayudas públicas dice en su artículo 7:
<<Artículo 7. Publicidad de las subvenciones y ayudas públicas.
1. A efectos de dar cumplimiento a las obligaciones de publicidad y transparencia en los términos previstos en los artículos 18 y 20 de la Ley 38/2003, de 17 de noviembre, la Base de Datos Nacional de Subvenciones operará como Sistema Nacional de Publicidad de Subvenciones y Ayudas Públicas y será el sitio web que, con carácter exhaustivo, publicará las ayudas de estado y ayudas de mínimis a nivel nacional en cumplimiento de lo previsto en la normativa europea.>>
Además entre las funciones de la BDNS se encuentran la mejora de la gestión y la colaboración en la lucha contra el fraude de subvenciones y ayudas públicas.
Al estar obligados a suministrar información a la BDNS las administraciones públicas así como los organismos y entidades vinculadas o dependientes de ellas concedentes de subvenciones y ayudas públicas, la BDNS debe contener información sobre las concesiones de subvenciones y ayudas a los beneficiarios. Esta información centralizada que ofrece la BDNS es de gran utilidad a la hora de realizar las comprobaciones necesarias para verificar el cumplimiento por parte de los beneficiarios del requisito de no sobrepasar la obtención de ayudas de minimis por un determinado importe en un periodo predefinido, teniendo presente que no es un registro central de ayudas de minimis.
No obstante, el control de las normas de acumulación de ayudas se realizaba sobre la base de un sistema declarativo por beneficiario, apoyado en la Ley General de Subvenciones, que en su artículo 14.1.d) establece como obligación del beneficiario “comunicar al órgano concedente o la entidad colaboradora la obtención de otras subvenciones, ayudas, ingresos o recursos que financien las actividades subvencionadas”. Asimismo, en su artículo 30.4 establece que el beneficiarios deberá acreditar en la justificación del cumplimiento de las condiciones impuestas y de la consecución de los objetivos previstos en el acto de concesión de la subvención, el importe, procedencia y aplicación de todos los fondos que han financiado las actividad, tanto los fondos propios como otras subvenciones o recursos.
Sobre la base de estos preceptos, las bases reguladoras de la concesión de subvenciones exigen al potencial beneficiario, en el momento de la solicitud, que declaren las fuentes de financiación previstas para acometer las actividades subvencionadas.

#### Eficacia de la aplicación de las normas de la UE sobre Ayudas de Estado en España
La regulación del régimen jurídico general de las subvenciones otorgadas por las Administraciones públicas españolas se encuentra en la Ley 38/2003, de 17 de noviembre, General de Subvenciones. Esta Ley establece en su artículo 9 que “en aquellos casos en los que, de acuerdo con los artículos 87 a 89 del Tratado Constitutivo de la Unión Europea, deban comunicarse los proyectos para el establecimiento, la concesión o la modificación de una subvención, las Administraciones públicas o cualesquiera entes deberán comunicar a la Comisión de la Unión Europea los oportunos proyectos de acuerdo con el artículo 10 de la Ley 30/1992, de 26 de noviembre, de Régimen Jurídico de las Administraciones Públicas y del Procedimiento Administrativo Común, y en los términos que se establezcan reglamentariamente, al objeto que se declare la compatibilidad de las mismas. En estos casos, no se podrá hacer efectiva una subvención en tanto no sea considerada compatible con el mercado común.”
En España existen tres niveles de control para garantizar la legalidad de las Ayudas de estado.
1. En un primer nivel, todas las Ayudas de Estado deben ser objeto de examen previo, antes de su aprobación, en virtud tanto del ordenamiento jurídico comunitario como del ordenamiento interno español, que imponen que todas las Ayudas de Estado sean sometidas al procedimiento previsto en el Real Decreto 1755/1987, de 23 de diciembre, sobre el procedimiento de comunicación a la Comisión de las Comunidades Europeas de los proyectos de las Administraciones o Entes Públicos que se propongan establecer. Este procedimiento se canaliza a través del Ministerio de Asuntos Exteriores y Cooperación, cuya Dirección General de Coordinación de Políticas Comunes y de Asuntos Generales de la Unión Europea Archivado el 20 de diciembre de 2016 en Wayback Machine. actúa como Coordinador Nacional de Ayudas Públicas.
2. Por su parte, la Comisión Nacional de los Mercados y la Competencia realiza funciones de control y seguimiento sobre las ayudas públicas en España, cualquiera que sea la Administración pública que la establezca.
3. Un tercer nivel hace referencia a las subvenciones otorgadas a cada beneficiario y vela por el respeto de las normas de acumulación de ayudas (de minimis).

Además, el procedimiento se encuentra reforzado en el concreto ámbito de las subvenciones.

#### Estadísticas
| Desde 1/7/2016 hasta 31/12/2024 | Concesiones otorgadas por medidas autorizadas y por Reglamentos de exención | Porcentaje | Concesiones de minimis | Porcentaje |
| ------------------------------- | --------------------------------------------------------------------------- | ---------- | ---------------------- | ---------- |
| Subvenciones                    | 4 617 498                                                                   | 85,55%     | 2 626 617              | 76,69%     |
| Préstamos                       | 20 109                                                                      | 0,37%      | 4 956                  | 0,14%      |
| Garantías/Avales                | 593 089                                                                     | 10,99%     | 788 921                | 23,03%     |
| Ventajas fiscales               | 164 253                                                                     | 3,04%      | 0                      | 0,00%      |
| Financiación riesgo             | 4                                                                           | 0,00%      | 0                      | 0,00%      |
| Otros                           | 2 331                                                                       | 0,04%      | 4 465                  | 0,13%      |
| Total                           | 5 394 983                                                                   |            | 3 424 959              |            |